# Jíkev
Jíkev (en allemand : Jikew) est une commune du district de Nymburk, dans la région de Bohême-Centrale, en République tchèque. Sa population s'élevait à 343 habitants en 2020.

## Géographie
Jíkev se trouve à 3,5 km au sud-est de Loučeň, à 9 km au nord de Nymburk et à 50 km au nord-est de Prague.
La commune est limitée par Loučeň au nord-ouest et au nord, par Mcely au nord, par Křinec et Hrubý Jeseník à l'est, par Oskořínek, Chleby et Bobnice au sud, et par Krchleby à l'ouest.

## Histoire
La première mention écrite de la localité date de 1323.

## Transports
Jíkev se trouve à 5 km de Loučeň, à 10 km de Nymburk et à 62 km de Prague.